# 가나두더지쥐
가나두더지쥐 또는 토고두더지쥐(Fukomys zechi)는 뻐드렁니쥐과에 속하는 설치류의 일종이다. 가나의 토착종이다. 자연 서식지는 습윤 사바나 지역과 아열대 또는 열대 기후 지역의 건조 관목 지대와 건조 저지대 초원, 동굴 그리고 경작지이다.